# Риши
Ри́ши (иногда рши; санскр. ऋषि, IAST: ṛṣi — «провидец», «мудрец») — мудрецы в индуизме, которым боги открыли ведийские гимны.
Имена риши, которые считаются составителями гимнов, указаны в индексе анукрамани. Кроме того, имена отдельных риши или целых семейств встречаются и в самих текстах. Так, например, семейство Атри возвращает Сурью (Солнце) после того, как его похитил Сварбхану («Ригведа», 5. 40), в 7-й мандале «Ригведы» содержится гимн Васиштхам (7.33) и мифическая история рождения их прародителя. У некоторых из гимнов «Ригведы» авторами указаны женщины-риши, например: Вишвавара Атрейи (5.28), Гхоша Какшивати (10. 39-40), Джуху Брахмаджая (10.109) и др.
Уже в «Ригведе» находим семь главных «великих» риши. Здесь они носят эпитет «божественных», «отцов» и упоминаются заодно с богами. Определённых имён у них ещё нет. В Шатапатха-брахмане они уже индивидуализируются и получают имена. 
В пуранах Ваю и Вишну к семи риши прибавляется ещё по одному. 
Позднее в число великих риши заносятся ещё законодатель Ману, поэты Вальмики и Вьяса, Гаутама (Уддалака Аруни, не путать с Буддой Гаутамой) и др., в т.ч. Атхарван. 
Вишну-пурана делит всех риши на три класса: 
- царственных риши, как Вишвамитра,
- божественных риши, как Нарада,
- и риши-брахманов, сыновей Брахмы, как Васиштха и др.

В эпосе «риши» — просто название исторических лиц, прославившихся благочестием или мудростью, подвигами или писаниями. Некоторые из риши повторяются и в числе Праджапати, число которых также сначала было семь, а потом восемь и даже десять. К очень древним чертам семи риши принадлежит их отождествление с семью звездами Большой Медведицы. Число их (семь) ставится обыкновенно в связь и с числом разных категорий жрецов, упоминаемых в ведийских текстах.